# کوگه

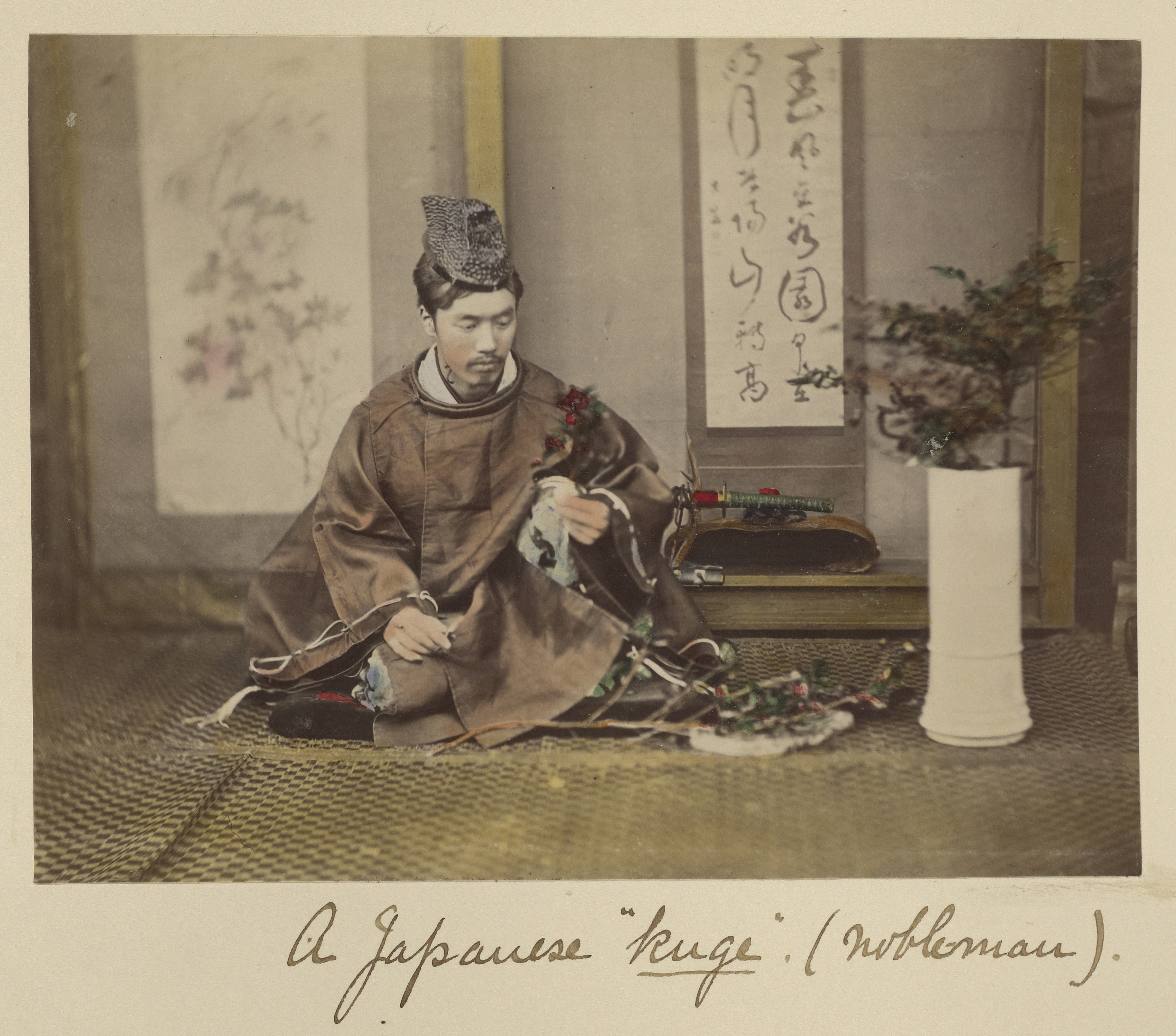
کوگه

کوگه (به ژاپنی: 公家 Kuge) یک طبقه اجتماعی اشرافی ژاپنی تحت تسلط امپراتوری ژاپن در کیوتو بود. کوگه در طول دوره هیان در اواخر قرن هشتم میلادی، همزمان با استقرار کیوتو به عنوان پایتخت تا ظهور شوگونسالاری کاماکورا در قرن ۱۲ از اهمیت برخوردار بود، اما از آن پس تحت شعاع سامورایی قرار گرفت.